# Iga Świątek
Iga Natalia Świątek [ˈiɡa naˈtalʲja ˈɕfʲjɔ̃ntɛk] (* 31. Mai 2001 in Warschau) ist eine polnische Tennisspielerin. Ihre bislang größten Erfolge sind die vier Titel bei den French Open sowie die Siege bei den US Open 2022 und Wimbledon 2025. Sie ist die erste Polin, die ein Grand-Slam-Turnier im Einzel gewann, und sie wurde am 4. April 2022 die erste Polin, die die Weltrangliste im Einzel anführte.

## Karriere
Iga Świątek, deren Vater Tomasz bei den Olympischen Spielen 1988 in Seoul als Ruderer im polnischen Doppelvierer saß, begann im Alter von sechs Jahren mit dem Tennisspielen. Bereits als Juniorin konnte sie erste große Triumphe feiern. So gewann sie 2018 zunächst an der Seite von Catherine McNally nach einem Endspielerfolg über die Japanerinnen Yūki Naitō und Naho Satō die Doppelkonkurrenz des Juniorinnenwettbewerbs der French Open und knapp einen Monat später den Juniorinnentitel in Wimbledon nach einem glatten Zweisatzsieg über die Schweizerin Leonie Küng.
Im selben Jahr triumphierte sie mit Kaja Juvan zusammen bei den Olympischen Jugend-Sommerspielen in Buenos Aires im Mädchendoppel und erreichte im Einzel das Viertelfinale. Für ihren Sieg dort wurde sie 2018 für den Piotr-Nurowski-Preis nominiert. 2019 erreichte sie mit Platz fünf ihre höchste Position in der Juniorinnen-Weltrangliste.

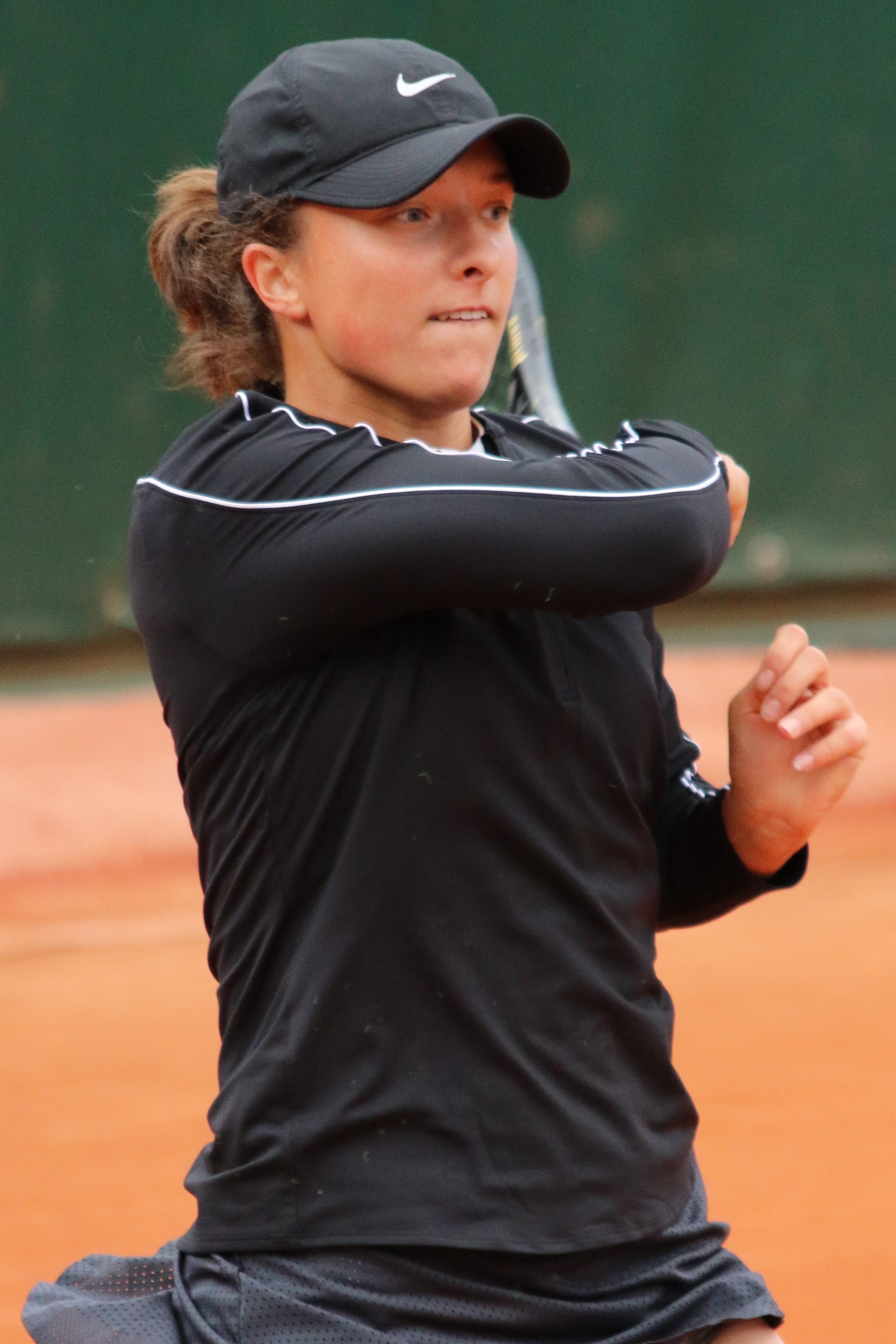
Iga Świątek im Mai 2019

Bereits 2016 gab Świątek ihren Einstand auf der ITF Women’s World Tennis Tour und gewann noch im gleichen Jahr ihren ersten Profititel. 2017 war sie bei zwei weiteren ITF-Turnieren siegreich, doch aufgrund einer Verletzung am rechten Sprunggelenk, die einen operativen Eingriff erforderlich machte, musste sie ab Juni für die restliche Saison pausieren.
Ihr Comeback gab sie sieben Monate später im Fed Cup für die polnische Fed-Cup-Mannschaft gegen Bulgarien. Im Laufe des Jahres 2018 verbesserte sich Świątek mit mehr als 40 Siegen bei nur sechs Pflichtspielniederlagen und drei Titeln, darunter auch ihr bisher größter bei einem Turnier der $60.000-Kategorie in Budapest, in der Weltrangliste in die Top 200.
2016 gewann sie zusammen mit Maja Chwalińska und Stefania Rogozińska Dzik den Junioren-Fed-Cup. Im Endspiel schlugen sie das Team aus den Vereinigten Staaten mit 2:1. 2018 gab Świątek beim 2:1-Sieg gegen die Türkei ihren Einstand für die polnische Fed-Cup-Mannschaft. Seitdem hat sie für ihr Land zehn Partien im Einzel und Doppel bestritten, von denen sie sieben gewinnen konnte (Einzelbilanz 5:2).
2019 spielte Świątek bei den Australian Open erstmals die Qualifikation bei einem Grand-Slam-Turnier und erreichte dort nach einem Sieg über Ana Bogdan auf Anhieb die zweite Runde. In Lugano rückte sie dann bei ihrer zweiten Hauptfeldteilnahme in ihr erstes Endspiel auf der WTA Tour vor, in dem sie Polona Hercog in drei Sätzen unterlag. Bei den French Open überraschte Świątek im Anschluss mit dem Einzug ins Achtelfinale, verlor dort jedoch glatt gegen Simona Halep, und kam beim Rogers Cup in Montreal als Qualifikantin nach einem Sieg über Caroline Wozniacki in die dritte Runde. Nach dem Erreichen der zweiten Runde bei den US Open beendete sie die Saison, die sie erstmals unter den besten 50 der Welt abschloss.
2020 erreichte Świątek bei den Australian Open zum zweiten Mal die vierte Runde eines Grand-Slam-Turniers, dort unterlag sie Anett Kontaveit in drei Sätzen. Vor der pandemiebedingten Saisonunterbrechung erzielte sie mit Platz 48 ihre bislang beste Weltranglistenposition. Bei den US Open erreichte sie die dritte Runde, in der sie gegen die spätere Finalistin Wiktoryja Asaranka verlor. Wenige Wochen darauf zog sie im Oktober bei den French Open ohne Satzverlust in ihr erstes Grand-Slam-Finale ein, das sie gegen Sofia Kenin in zwei Sätzen mit 6:4 und 6:1 gewann. Zuvor konnte sie im Achtelfinale das Spiel gegen die topgesetzte Simona Halep mit 6:1 und 6:2 für sich entscheiden. Mit dem Gewinn ihres ersten Grand-Slam-Titels rückte sie auf Platz 17 der Weltrangliste vor. Sie war damals die jüngste French Open Siegerin seit Monica Seles in 1992 und nur Steffi Graf hat an einem French Open jemals weniger Spiele verloren als sie.
Am 1. Dezember 2021 beendete Świątek die Zusammenarbeit mit Piotr Sierzputowski, der sie über fünf Jahre trainiert hatte. Als neuen Trainer stellte sie anschließend Tomasz Wiktorowski vor.

### 2022: Weltranglistenerste, zwei Grand-Slam-Titel im Einzel und 37 Siege in Serie
Anfang 2022 erreichte Świątek bei den Australian Open das Halbfinale. Danach gewann sie innerhalb weniger Wochen die drei WTA-1000-Turniere in Doha, Indian Wells und Miami, jeweils im Finale ohne Satzverlust. Aufgrund ihrer Erfolge und des Rücktritts von Ashleigh Barty übernahm Świątek am 4. April 2022 erstmals die Spitze der Weltrangliste. Sie ist die erste Polin, die diese Position erreichte.
Ende April 2022 konnte sie sich im Finale des Turniers von Stuttgart gegen Aryna Sabalenka in zwei Sätzen durchsetzen und gewann somit ihr viertes Turnier in Folge. Im Mai folgte der nächste Titelgewinn in Rom nach einem Finalerfolg über Ons Jabeur.
Im Juni 2022 bezwang Świątek bei den French Open im Finale die US-Amerikanerin Coco Gauff mit 6:1 und 6:3 und sicherte sich so ihren zweiten Grand-Slam-Titel.
Zwischen dem 21. Februar 2022 (Doha) und dem 27. Juni 2022 (Wimbledon) gewann Świątek 37 Matches in Folge. Dies ist die bislang längste WTA-Siegesserie im 21. Jahrhundert.
Im Finale der US-Open bezwang Świątek Ons Jabeur glatt in zwei Sätzen. Sie ist die erste Polin, die die US Open im Dameneinzel gewonnen hat. Hierdurch erhöhte sich die Zahl ihrer Grand-Slam-Siege im Einzel auf insgesamt drei, davon zwei im Jahr 2022.

### 2023: Weltranglistenerste, Siege an den French Open und den WTA Finals
| Rang                    | Tennisspielerin     | Wochen |
| ----------------------- | ------------------- | ------ |
| 1.                      | Steffi Graf         | 377    |
| 2.                      | Martina Navratilova | 332    |
| 3.                      | Serena Williams     | 319    |
| 4.                      | Chris Evert         | 260    |
| 5.                      | Martina Hingis      | 209    |
| 6.                      | / Monica Seles      | 178    |
| 7.                      | Iga Świątek         | 125    |
| 8.                      | Ashleigh Barty      | 121    |
| 9.                      | Justine Henin       | 117    |
| Stand: 14. Oktober 2024 |                     |        |

Bei den French Open 2023 konnte sie ihren Titel verteidigen und gewann ihren vierten Grand-Slam-Titel bei der vierten Finalteilnahme. Die WTA Finals in Cancun gewann sie ohne Satzverlust. Nur 20 Spiele gab sie während der Finals ab. Sie beendete die Saison mit 68 Siegen, einem mehr als 2022.

### 2024: Weltranglistenzweite, Sieg bei den French Open, Dopingsperre
Nach ihrem vierten Sieg bei den French Open 2024 am 8. Juni 2024 wurde Świątek nach einer positiven Dopingprobe für einen Monat gesperrt. Dies gab die International Tennis Integrity Agency (ITIA) im November 2024 bekannt. Demnach sei in Świąteks Blut nach einem Test am 12. August die verbotene Substanz Trimetazidin (TMZ) nachgewiesen worden. Die ITIA schätzt den Vorfall nach einer Anhörung der Weltranglistenzweiten als minder schwer ein, ursächlich war demnach ein verunreinigtes Medikament. Die 23-Jährige verlor durch diese Sperre auch ihr Preisgeld bei den Cincinnati Open 2024, die unmittelbar nach dem positiven Test stattfanden. Dort hatte sie das Halbfinale erreicht.

### 2025: Wimbledon-Sieg, Halbfinale bei den Australian Open und French Open
Świątek startete als Weltranglistenzweite mit dem Halbfinaleinzug bei den Australian Open in die Saison 2025. Dort unterlag sie Madison Keys in drei Sätzen. Bei den WTA-1000-Turnieren in Doha, Dubai, Indian Wells und Miami erreichte sie das Halbfinale (Doha, Indian Wells) bzw. das Viertelfinale (Dubai, Miami). In der Vorbereitung auf die French Open erreichte sie beim WTA 1000 Turnier im Madrid wiederum das Halbfinale, bevor sie beim WTA 1000 Turnier in Rom bereits in der Runde der letzten 32 ausschied. Vor den French Open fiel Świątek auf Weltranglistenplatz fünf zurück. Bei den French Open erreichte Świątek wiederum das Halbfinale. Dort verlor sie in drei Sätzen gegen Aryna Sabalenka. In der Vorbereitung auf Wimbledon kam sie in Bad Homburg ihrem ersten Sieg auf Rasen sehr nahe. Sie unterlag jedoch im Finale Jessica Pegula in zwei Sätzen. In Wimbledon gelang Świątek ihr erster Titelgewinn bei dem Grand-Slam-Turnier und gleichzeitig ihr erster Turniersieg auf Rasen. Im Finale bezwang sie Amanda Anisimova mit 6:0, 6:0. Ein solcher Finalsieg war in Wimbledon zuvor nur Dorothy Lambert Chambers in 1911 gelungen, bei einem anderen Grand-Slam-Turnier gelang dies bislang nur Steffi Graf (French Open 1988). Nach dem Turnier in Wimbledon rückte Świątek auf Weltranglistenplatz drei vor.

## Turniersiege
Einzel
| Nr. | Datum              | Turnier             | Kategorie              | Belag             | Finalgegnerin        | Ergebnis       |
| --- | ------------------ | ------------------- | ---------------------- | ----------------- | -------------------- | -------------- |
| 1.  | 30. Oktober 2016   | Stockholm           | ITF $10.000            | Hartplatz (Halle) | Laura-Ioana Andrei   | 6:4, 6:3       |
| 2.  | 18. Februar 2017   | Bergamo             | ITF $15.000            | Sand              | Martina Di Giuseppe  | 6:4, 3:6, 6:3  |
| 3.  | 7. Mai 2017        | Győr                | ITF $15.000            | Sand              | Gabriela Horáčková   | 6:2, 6:2       |
| 4.  | 25. Februar 2018   | Scharm asch-Schaich | ITF $15.000            | Hartplatz         | Britt Geukens        | 6:3, 6:1       |
| 5.  | 15. April 2018     | Pelham              | ITF $25.000            | Sand              | Allie Kiick          | 6:2, 6:0       |
| 6.  | 1. September 2018  | Budapest            | ITF $60.000            | Sand              | Katarina Sawazka     | 6:2, 6:2       |
| 7.  | 9. September 2018  | Montreux            | ITF $80.000            | Sand              | Kimberley Zimmermann | 6:2, 6:2       |
| 8.  | 10. Oktober 2020   | French Open (1)     | Grand Slam             | Sand              | Sofia Kenin          | 6:4, 6:1       |
| 9.  | 27. Februar 2021   | Adelaide            | WTA 500                | Hartplatz         | Belinda Bencic       | 6:2, 6:2       |
| 10. | 16. Mai 2021       | Rom (1)             | WTA 1000               | Sand              | Karolína Plíšková    | 6:0, 6:0       |
| 11. | 26. Februar 2022   | Doha (1)            | WTA 1000               | Hartplatz         | Anett Kontaveit      | 6:2, 6:0       |
| 12. | 20. März 2022      | Indian Wells (1)    | WTA 1000               | Hartplatz         | Maria Sakkari        | 6:4, 6:1       |
| 13. | 2. April 2022      | Miami               | WTA 1000               | Hartplatz         | Naomi Ōsaka          | 6:4, 6:0       |
| 14. | 24. April 2022     | Stuttgart (1)       | WTA 500                | Sand              | Aryna Sabalenka      | 6:2, 6:2       |
| 15. | 15. Mai 2022       | Rom (2)             | WTA 1000               | Sand              | Ons Jabeur           | 6:2, 6:2       |
| 16. | 4. Juni 2022       | French Open (2)     | Grand Slam             | Sand              | Coco Gauff           | 6:1, 6:3       |
| 17. | 10. September 2022 | US Open             | Grand Slam             | Hartplatz         | Ons Jabeur           | 6:2, 7:65      |
| 18. | 16. Oktober 2022   | San Diego           | WTA 500                | Hartplatz         | Donna Vekić          | 6:3, 3:6, 6:0  |
| 19. | 18. Februar 2023   | Doha (2)            | WTA 500                | Hartplatz         | Jessica Pegula       | 6:3, 6:0       |
| 20. | 23. April 2023     | Stuttgart (2)       | WTA 500                | Sand              | Aryna Sabalenka      | 6:3, 6:4       |
| 21. | 10. Juni 2023      | French Open (3)     | Grand Slam             | Sand              | Karolína Muchová     | 6:2, 5:7, 6:4  |
| 22. | 30. Juli 2023      | Warschau            | WTA 250                | Hartplatz         | Laura Siegemund      | 6:0, 6:1       |
| 23. | 8. Oktober 2023    | Peking              | WTA 1000               | Hartplatz         | Ljudmila Samsonowa   | 6:2, 6:2       |
| 24. | 6. November 2023   | Cancún              | WTA Tour Championships | Hartplatz         | Jessica Pegula       | 6:1, 6:0       |
| 25. | 17. Februar 2024   | Doha (3)            | WTA 1000               | Hartplatz         | Jelena Rybakina      | 7:68, 6:2      |
| 26. | 17. März 2024      | Indian Wells (2)    | WTA 1000               | Hartplatz         | Maria Sakkari        | 6:4, 6:0       |
| 27. | 4. Mai 2024        | Madrid              | WTA 1000               | Sand              | Aryna Sabalenka      | 7:5, 4:6, 7:67 |
| 28. | 18. Mai 2024       | Rom (3)             | WTA 1000               | Sand              | Aryna Sabalenka      | 6:2, 6:3       |
| 29. | 8. Juni 2024       | French Open (4)     | Grand Slam             | Sand              | Jasmine Paolini      | 6:2, 6:1       |
| 30. | 12. Juli 2025      | Wimbledon           | Grand Slam             | Rasen             | Amanda Anisimova     | 6:0, 6:0       |
| 31. | 18. August 2025    | Cincinnati          | WTA 1000               | Hartplatz         | Jasmine Paolini      | 7:5, 6:4       |

## Abschneiden bei bedeutenden Turnieren

### Einzel
Die Tabelle listet die Ergebnisse der Grand-Slam-Turniere, der Tour Championships, der Olympischen Spiele, des Fed Cups bzw. Billie Jean King Cups und der Turniere folgender Kategorien auf: 1990–2008: Tier I, 2009–2020: Premier Mandatory und Premier 5, ab 2021: WTA 1000.
| Turnier              | 2019 | 2020 | 2021 | 2022 | 2023 | 2024 | 2025 | Karriere |
| -------------------- | ---- | ---- | ---- | ---- | ---- | ---- | ---- | -------- |
| Australian Open      | 2    | AF   | AF   | HF   | AF   | 3    | HF   | 2 × HF   |
| French Open          | AF   | S    | VF   | S    | S    | S    | HF   | 4 × S    |
| Wimbledon            | 1    |      | AF   | 3    | VF   | 3    | S    | 1 × S    |
| US Open              | 2    | 3    | AF   | S    | AF   | VF   |      | 1 × S    |
| WTA Finals           | —    |      | RR   | HF   | S    | RR   |      | 1 × S    |
| Doha                 |      | 2    |      | S    |      | S    | HF   | 2 × S    |
| Dubai                | —    |      | AF   |      | F    | HF   | VF   | 1 × F    |
| Indian Wells         | Q2   |      | AF   | S    | HF   | S    | HF   | 2 × S    |
| Miami                | Q2   |      | 3    | S    | —    | AF   | VF   | 1 × S    |
| Rom                  | —    | 1    | S    | S    | VF   | S    | 3    | 3 × S    |
| Madrid               | —    |      | AF   | —    | F    | S    | HF   | 1 × S    |
| Cincinnati           | 2    | 1    | 2    | AF   | HF   | HF   | S    | 1 × S    |
| Kanada               | AF   |      | —    | AF   | HF   | —    | AF   | 1 × HF   |
| Wuhan                | —    |      |      |      |      | —    |      | —        |
| Peking               | —    |      |      |      | S    | —    |      | 1 × S    |
| Olympische Spiele    |      | 2    |      |      |      | B    |      | 1 × B    |
| Billie Jean King Cup | —    | —    | —    | RR   |      |      |      | 1 × RR   |

Zeichenerklärung: S = Turniersieg; F, HF, VF, AF = Einzug ins Finale, Halb-, Viertel-, Achtelfinale; 1, 2, 3 = Ausscheiden in der 1., 2., 3. Haupt- / Finalrunde; Q1, Q2, Q3 = Ausscheiden in der 1., 2. 3. Qualifikationsrunde; RR = Round Robin (Gruppenphase); nicht ausgetragen oder andere Kategorie; PO (Playoff), P2 = Auf-/Abstiegsrunde zur Weltgruppe I/II im Fed Cup; W2, K1, K2, K3 = Teilnahme in der Weltgruppe II, Kontinentalgruppe I, II, III im Fed Cup.

### Doppel
| Turnier         | 2019 | 2020  | 2021 | Bilanz | Karriere |
| --------------- | ---- | ----- | ---- | ------ | -------- |
| Australian Open | —    | —     | —    | 0:0    | —        |
| French Open     | —    | HF    | F    | 9:2    | F        |
| Wimbledon       | —    | n. a. | —    | 0:0    | —        |
| US Open         | 2    | —     | —    | 1:1    | 2        |

### Mixed
| Turnier         | 2019 | 2020  | 2021 | Bilanz | Karriere |
| --------------- | ---- | ----- | ---- | ------ | -------- |
| Australian Open | AF   | VF    | AF   | 4:3    | VF       |
| French Open     | —    | n. a. | —    | 0:0    | —        |
| Wimbledon       | —    | n. a. | —    | 0:0    | —        |
| US Open         | —    | n. a. | —    | 0:0    | —        |

## Auszeichnungen
- 4. Rang Piotr-Nurowski-Preis – 2018
- WTA Aufsteigerin des Jahres – 2020[19]
- Piotr-Nurowski-Preis – 2020[20]
- Verdienstkreuz der Republik Polen (Złoty Krzyż Zasługi) – 2020[21]
- Europas Sportlerin des Jahres der polnischen Presseagentur Polska Agencja Prasowa (PAP) – 2022[22]
- WTA Spielerin des Jahres – 2022, 2023[23][24]

## Politische Aussagen
Iga Świątek hat wiederholt den russischen Überfall auf die Ukraine 2022 verurteilt und sich mit den Ukrainern solidarisch erklärt, darunter bei der Siegerzeremonie der French Open 2022. Bei dem Turnier zierte ihre Baseball-Kappe ein Anstecker mit der ukrainischen Nationalflagge. In der Berichterstattung der russischen Medien über das Turnier waren diese Passagen ausgelassen. Im Juli 2022 organisierte sie eine karitative Veranstaltung, deren Teilnehmer Geld für die Ukraine-Hilfe spendeten. Świątek rief im Juni 2023 nach ihrem dritten Sieg bei den French Open andere Spieler zur Einheit gegen den russischen Angriffskrieg in der Ukraine auf.

## Engagement für Bücherlesen
Iga Świątek wirbt in Interviews in Presse und Fernsehen sowie in den sozialen Medien für das Lesen von Büchern. Sie gibt an, dass sie gedruckte Bücher grundsätzlich bevorzuge, auf Reisen aber E-Books lese. Am liebsten lese sie Werke der klassischen Literatur, in denen starke Frauen die Protagonisten sind. Die Lektüre helfe ihr auch, sich während anstrengender Tennisturniere zu entspannen.

## Rezeption in der Kultur
Am 31. Mai 2025, dem 24. Geburtstag der Sportlerin, wurde im Pantomimen-Theater Breslau das Stück "French Open" unter der Regie von Cezary Tomaszewski uraufgeführt. Inhaltliche Vorlage war die Partie Świąteks gegen Naomi Osaka bei den French Open 2024, bei der die Gegnerin den Matchball vergab und Świątek letztlich doch siegte.